# Technische Universiteit München
De Technische Universiteit München (Duits: Technische Universität München, afkorting: TUM) is een universiteit in de Duitse stad München. 
De instelling werd in 1868 opgericht door de Beierse koning Ludwig II en heette aanvankelijk Polytechnische Schule München. In 1877 werd het de Technische Hochschule München en vanaf 1970 de Technische Universität München. In 1901 kreeg de instelling het promotierecht.
Anno 2021 telt de universiteit elf faculteiten en studeren er 48.000 studenten. De universiteit is lid van de internationale samenwerkingsverbanden TIME, ATHENS, EAIE, EUA, Eurotech, GUEI, PEGASUS en TU9.
In München heeft naast deze technische universiteit ook een algemene universiteit, de Ludwig Maximilians-Universiteit.
 België: 
Faculté polytechnique de Mons · 
Université catholique de Louvain · 
Université libre de Bruxelles · 
Université de Liège · 
Vrije Universiteit Brussel · 
 Denemarken: 
Danmarks Tekniske Universitet · 
 Brazilië: 
Universiteit van São Paulo · Escola Politécnica da Universidade de São Paulo · 
 Duitsland: 
Rheinisch-Westfälische Technische Hochschule · 
Technische Universiteit Berlijn · 
Technische Universität Darmstadt · 
Technische Universität Dresden · 
Leibniz Universität Hannover · 
Technische Universität München · 
Friedrich-Alexander-Universität Erlangen-Nürnberg · 
Universiteit van Stuttgart · 
 Finland:
Teknillinen Korkeakoulu ·
 Frankrijk:
École Centrale de Lille · 
École centrale de Lyon ·
École centrale de Marseille ·
École centrale de Nantes ·
École centrale Paris ·
École nationale des ponts et chaussées ·
École nationale supérieure de techniques avancées · 
Institut supérieur de l'aéronautique et de l'espace · 
École Supérieure d'Électricité · 
 Griekenland:
Aristoteles-universiteit van Thessaloniki · 
Ethniko Metsovio Polytechnio Athina ·
 Hongarije:
Budapest University of Technology and Economics · 
 Italië:
Politecnico di Milano ·
Politecnico di Torino · 
Universiteit van Padua ·
Università degli Studi di Trento ·
 Noorwegen:
Technisch-natuurwetenschappelijke Universiteit van Noorwegen ·
 Oostenrijk:
Technische Universiteit Wenen ·
 Polen:
Wroclaw University of Technology ·
 Portugal ·
Instituto Superior Técnico · 
 Rusland:
Technische Staatsuniversiteit van Moskou ·
Moscow State Technical University of Radio Engineering · 
Tomsk Polytechnic University ·
 Spanje:
Universidad Politécnica de Madrid · 
Universitat Politècnica de València · 
Universidad Pontificia Comillas · 
Universidad de Sevilla · 
Universitat Politècnica de Catalunya · 
 Tsjechië:
Tsjechische Technische Universiteit · 
 Turkije:
Technische Universiteit Istanboel · 
 Verenigd Koninkrijk:
Queen's Universiteit van Belfast · 
 Zweden:
Technische Universiteit Chalmers · 
Kungl. Tekniska Högskolan ·
Lunds Tekniska Högskola · 
 Zwitserland:
Eidgenössische Technische Hochschule Zürich · 
Technische Universiteit van Lausanne
Aken · Augsburg · Bamberg: Otto-Friedrich · Bayreuth · Berlijn (Vrije Universiteit · Humboldt · Technische Universiteit · Kunsten) · Bielefeld · Bochum · Bonn · Braunschweig · Bremen (Universiteit Bremen · Jacobs University) · Chemnitz · Clausthal · Cottbus-Brandenburg · Darmstadt · Dortmund · Dresden · Duisburg-Essen · Düsseldorf: Heinrich Heine · Eichstätt-Ingolstadt · Erfurt · Erlangen-Neurenberg: Friedrich-Alexander · Frankfurt am Main · Frankfurt an der Oder: Europa · Freiberg · Freiburg · Gießen · Göttingen: Georg August · Greifswald: Ernst Moritz Arndt · Hagen · Halle-Wittenberg: Martin Luther · Heidelberg: Ruprecht Karls · Hamburg (Hamburg · HafenCity · Hamburg-Harburg · Helmut Schmidt) · Hannover (Hannover · Medische Hogeschool) · Hildesheim · Hohenheim · Ilmenau · Jena: Friedrich Schiller · Kaiserslautern · Karlsruhe · Kassel · Keulen · Duitse Sporthogeschool Keulen · Kiel: Christian Albrechts · Koblenz-Landau · Konstanz · Leipzig · Lübeck · Lüneburg: Leuphana · Magdeburg: Otto von Guericke · Mainz: Johannes Gutenberg · Mannheim · Marburg: Philipps · München (Ludwig Maximilians · Technische Universiteit · Oekraïense Vrije Universiteit · Universiteit van het Bondsleger) · Münster · Oldenburg: Carl von Ossietzky · Osnabrück · Paderborn · Passau · Potsdam · Regensburg · Reutlingen · Rostock · Saarbrücken · Siegen · Stuttgart · Trier · Tübingen: Eberhard-Karls · Ulm · Vechta · Weimar: Bauhaus · Witten: Herdecke · Wuppertal · Würzburg: Julius Maximilians